# Марсель-Сен-Морон
Марсе́ль-Сен-Моро́н (фр. Marseille-Saint-Mauront) — кантон во Франции, находится в регионе Прованс — Альпы — Лазурный Берег, департамент Буш-дю-Рон. Входит в состав округа Марсель.
Код INSEE кантона — 1338. В кантон Марсель-Сен-Морон входит часть коммуны Марсель.
Население кантона на 2008 год составляло 46 938 человек.